# مهندسی جایزه بزرگ ویلیامز
تیم مهندسی جایزه بزرگ ویلیامز که در حال حاضر در فرمول یک با نام ویلیامز ریسینگ مسابقه می‌دهد، یکی از تیم‌ها و سازنده‌های بریتانیایی مسابقات اتومبیل‌رانی فرمول یک است. این تیم توسط فرانک ویلیامز و پاتریک هد تأسیس شد. این تیم پس از تلاش ناموفق فرانک ویلیامز در فرمول یک، در سال ۱۹۷۷ شکل گرفت. همهٔ بدنه‌های ویلیامز به صورت «اف‌دبلیو» و سپس یک عدد نام‌گذاری می‌شوند. اف‌دبلیو مخفف فرانک ویلیامز، مالک تیم، است.
نخستین مسابقهٔ تیم جایزه بزرگ اسپانیای ۱۹۷۷ بود که رانندهٔ آن با بدنهٔ مارچ می‌راند. سال بعد، ویلیامز شروع به ساخت خودروهای خود کرد و نخستین پیروزی خود را در جایزه بزرگ بریتانیای ۱۹۷۹ به دست آورد. ژاک ویلنوو کانادایی صدمین پیروزی تیم را در جایزه بزرگ بریتانیای ۱۹۹۷ کسب کرد. بین سال‌های ۱۹۸۰ و ۱۹۹۷ ویلیامز ۹ بار برندهٔ مسابقهٔ قهرمانی سازندگان شد.
ویلیامز با موتورسازان بسیاری همکاری کرده و بیشترین موفقیت را با رنو به دست آورده‌است. ویلیامز به همراه رنو، فراری، مک‌لارن و بنتون، پنج سازنده‌ای هستند که همهٔ جایزه‌های مسابقهٔ قهرمانی سازندگان را بین سال‌های ۱۹۷۹ و ۲۰۰۸ و همهٔ جایزه‌های مسابقهٔ قهرمانی رانندگان را بین سال‌های ۱۹۸۴ و ۲۰۰۸ کسب کردند.

## سرآغاز
پس از آن که پروژه پیشین فرانک ویلیامز با نام خودروهای مسابقه‌ای فرانک ویلیامز شکست خورد، تیم فعلی ویلیامز را در سال ۱۹۷۷ تأسیس کرد. با وجود قول مالک تازهٔ تیم یعنی میلیونر کانادایی به نام والتر وولف و تغییر نام تیم به وولف–ویلیامز در سال ۱۹۷۶، خودروها رقابتی نبودند. در نهایت، ویلیامز تیم قبلی را رها کرد و برای بازسازی تیم خود به دیدکات رفت. سپس مهندس جوانی به نام پاتریک هد را ترغیب کرد که با تیم او همکاری کند و شراکت ویلیامز–هد را ایجاد کرد.

## مالکیت
در ۲۰ نوامبر ۲۰۰۹ رویترز گزارش داد ویلیامز و هد بخشی از سهام تیم را به یک شرکت سرمایه‌گذاری به مدیریت توتو وولف اتریشی فروخته‌اند. به گفتهٔ وولف، خرید سهام تیم، تصمیمی کاملاً اقتصادی بوده‌است.
در فوریهٔ ۲۰۱۱ ویلیامز برنامه‌های خود را برای افزایش سرمایه با عرضه اولیه سهام در بورس فرانکفورت در مارس ۲۰۱۱ اعلام کرد؛ به گونه‌ای که فرانک ویلیامز سهام‌دار عمده و مدیر تیم بماند.

لوگوی اصلی ویلیامز

## تاریخ تیم در فرمول یک

### موتور فورد-کازوورث (۱۹۷۷ تا ۱۹۸۳)

#### فصل ۱۹۷۷
ویلیامز با خودروی مارچ ۷۶۱ در فصل ۱۹۷۷ شرکت کرد. پاتریک نیو تنها رانندهٔ تیم بود که در ۱۱ مسابقه حضور یافت. تیم در نخستین فصل خود هیچ امتیازی کسب نکرد و بهترین نتیجه‌اش رتبهٔ هفتم در جایزه بزرگ ایتالیا بود.

#### فصل ۱۹۷۸

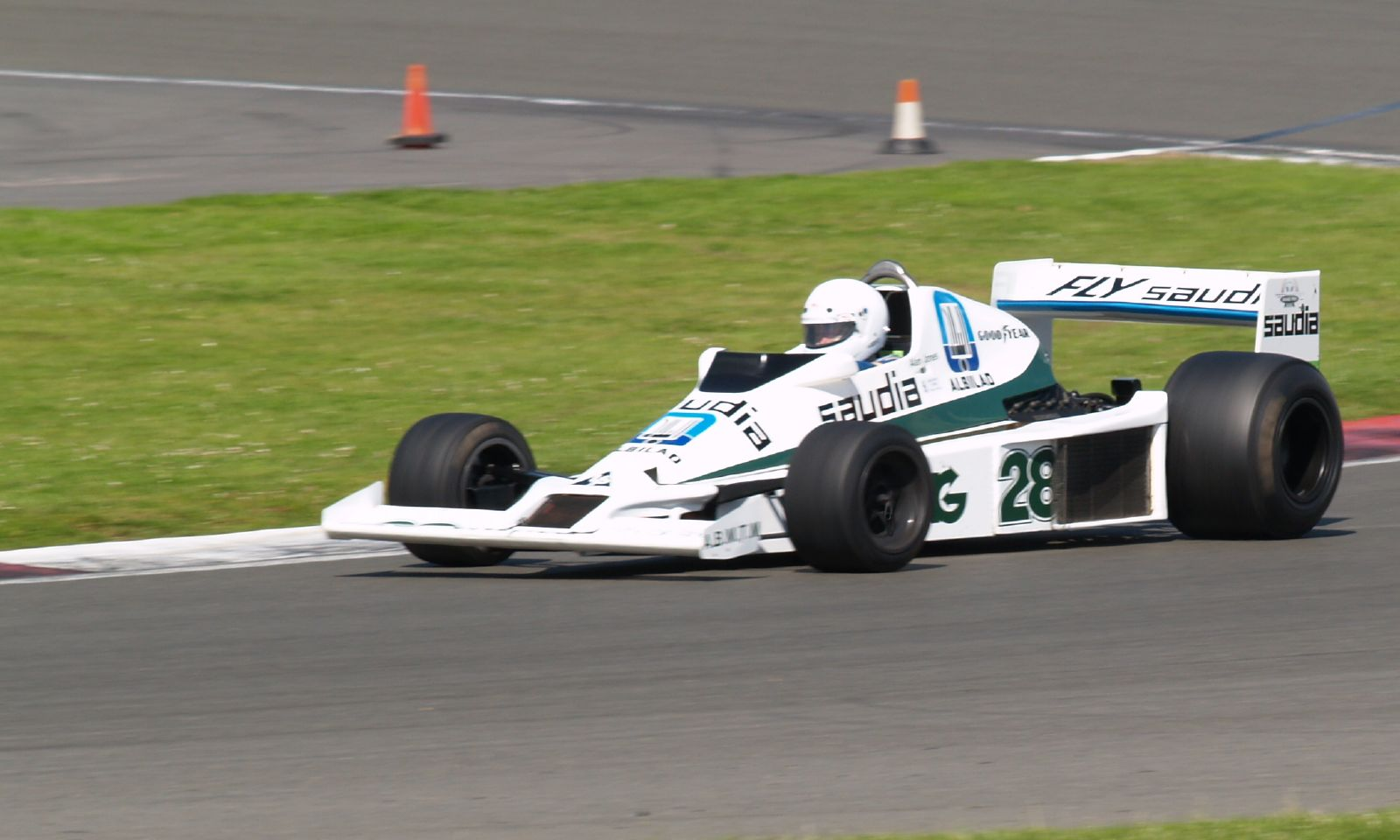
خودروی ویلیامز اف‌دبلیو۰۶ فصل ۱۹۷۸ در سیلورستون در سال ۲۰۰۷

پاتریک هد نخستین خودروی ویلیامز خود را برای فصل ۱۹۷۸ طراحی کرد. این خودرو اف‌دبلیو۰۶ نامیده شد. ویلیامز با راننده‌ای استرالیایی به نام آلن جونز که در فصل گذشته برندهٔ جایزه بزرگ اتریش شده‌بود، قرارداد بست. نخستین مسابقهٔ جونز برای تیم، جایزه بزرگ آرژانتین بود. دو مرحله بعد، ویلیامز توانست نخستین امتیاز خود را با چهارم شدن جونز در جایزه بزرگ آفریقای جنوبی به دست آورد. همچنین با دوم شدن جونز در جایزه بزرگ ایالات متحده، نخستین سکوی تیم ویلیامز کسب شد. در پایان فصل، ویلیامز با ۱۶ امتیاز در رتبهٔ نهم مسابقهٔ سازندگان قرار گرفت. آلن جونز نیز در رده‌بندی رانندگان یازدهم شد. در اواخر فصل، فرانک ویلیامز توانست فرانک درنی را ترغیب به پیوستن به هد در دفتر طراحی کند.

#### فصل ۱۹۷۹
هد خودروی اف‌دبلیو۰۷ را برای فصل ۱۹۷۹ طراحی کرد. درنی نیز توسعهٔ وضعیت آیرودینامیکی و طراحی پیرامونی را انجام داد. ویلیامز به عضویت اتحادیهٔ سازندگان فرمول یک درآمد و اجازه یافت دو خودرو در مسابقات شرکت دهد. کلی رگاتسونی سوئیسی به عنوان رانندهٔ دوم به تیم پیوست. نخستین فرصت پیروزی تیم در مرحلهٔ هفتم در جایزه بزرگ موناکو به دست آمد؛ ولی رگاتسونی با فاصلهٔ کمتر از یک ثانیه نسبت به جودی شکتر، دوم شد. ویلیامز توانست نخستین پیروزی خود را در جایزه بزرگ بریتانیا توسط رگاتسونی کسب کند.
این پیروزی موفقیت‌های بزرگتری را به دنبال داشت. در مسابقهٔ بعدی در آلمان، جونز و رگاتسونی بر سکوی اول و دوم ایستادند. جونز سه پیروزی دیگر تا پایان فصل کسب کرد و در رتبهٔ سوم رده‌بندی رانندگان قرار گرفت. تیم ویلیامز نیز با ارتقای هفت پله‌ای نسبت به فصل گذشته، رتبهٔ دوم رده‌بندی سازندگان را به خود اختصاص داد.

#### فصل ۱۹۸۰
در فصل ۱۹۸۰ کارلوس رویتمان آرژانتینی جایگزین رگاتسونی شد. نخستین جایزه بزرگ فصل در آرژانتین با پیروزی جونز همراه بود. جونز در چهار مسابقهٔ دیگر نیز پیروز شد و قهرمانی مسابقهٔ رانندگان را کسب کرد. رویتمان نیز یک پیروزی به دست آورد و فصل را در سکوی سوم به پایان رساند. تیم ویلیامز نیز در مسابقهٔ سازندگان با ۱۲۰ امتیاز قهرمان شد.

#### فصل ۱۹۸۱
در فصل ۱۹۸۱ جونز و رویتمان چهار پیروزی برای ویلیامز به دست آوردند. در پایان فصل، ویلیامز برندهٔ مسابقهٔ سازندگان شد. رویتمان و جونز نیز به ترتیب در سکوی دوم و سوم مسابقهٔ رانندگان ایستادند.

#### فصل ۱۹۸۲
آلن جونز از رقابت‌های فرمول یک بازنشسته شد و به جای او ککه روسبرگ فنلاندی که در فصل پیش هیچ امتیازی به دست نیاورده‌بود، به تیم ویلیامز پیوست. در فصل ۱۹۸۲ روسبرگ تنها در یک مسابقه پیروز شد؛ ولی در پایان فصل، قهرمان مسابقهٔ رانندگان شد. رویتمان که در مسابقهٔ اول فصل بر سکوی دوم ایستاده‌بود، پس از مسابقهٔ دوم فرمول یک را ترک کرد و ماریو اندرتی برای مسابقهٔ سوم جانشین او شد. تیم ویلیامز مانند چند تیم دیگر از حضور در مسابقهٔ چهارم در سان مارینو کنار کشید. از مسابقهٔ پنجم تا پایان فصل، درک دیلی رانندهٔ دوم تیم بود. در پایان فصل، ویلیامز در رتبهٔ پنجم مسابقهٔ سازندگان ایستاد.
در پایان فصل، فرانک ویلیامز به این نتیجه رسید که برای رقابت در بالاترین سطح فرمول یک، نیاز به حمایت توسط یک سازندهٔ عمده مانند رنو یا بی‌ام‌دبلیو برای تأمین موتور توربوشارژر دارد.

### موتور هوندا (۱۹۸۳ تا ۱۹۸۷)

#### فصل ۱۹۸۳
فرانک ویلیامز به سوی هوندا متمایل شد. هوندا در آن زمان در حال توسعهٔ موتور توربوشارژ وی۶ خود در تیم اسپیریت بود. قرارداد هوندا و ویلیامز در اوایل سال ۱۹۸۳ به امضا رسید و مقرر شد تیم از سال ۱۹۸۴ از موتور هوندا استفاده کند. در فصل ۱۹۸۳ ویلیامز به بهره‌گیری از موتور فورد ادامه داد و تنها در مسابقهٔ آخر از موتور هوندا استفاده کرد. ژاک لافیت به تیم پیوست و هم‌تیمی روسبرگ شد. تیم ویلیامز فصل را با رتبهٔ چهارم به پایان رساند.

#### فصل ۱۹۸۴
هد خودروی اف‌دبلیو۰۹ را برای فصل ۱۹۸۴ طراحی کرد. روسبرگ در یک مسابقه پیروز شد و در پایان فصل در رتبهٔ هشتم ایستاد؛ ولی تنها شش مسابقه از ۱۶ مسابقه را به پایان رساند. لافیت نیز تنها در پنج مسابقه از خط پایان گذشت. ویلیامز در پایان فصل در رتبهٔ ششم مسابقهٔ سازندگان قرار گرفت.

#### فصل ۱۹۸۵

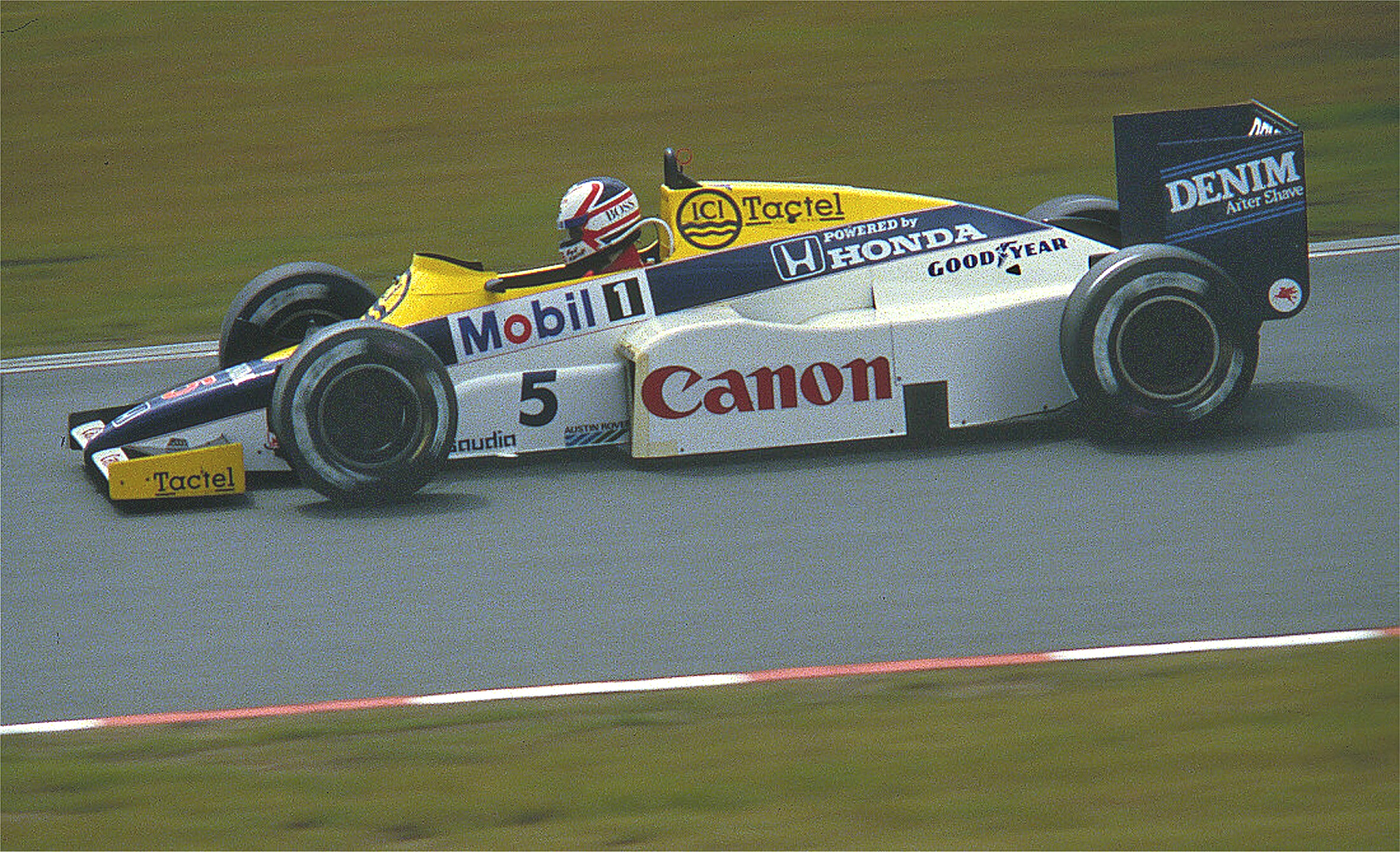
خودروی اف‌دبلیو۱۰ نایجل منسل در فصل ۱۹۸۵

در فصل ۱۹۸۵ خودروی اف‌دبلیو۱۰ توسط هد طراحی شد و نخستین خودروی ویلیامز بود که در بدنهٔ آن فناوری فیبر کربن به کار می‌رفت. نایجل منسل بریتانیایی به تیم پیوست. دو پیروزی توسط روسبرگ و دو پیروزی توسط منسل در این فصل به دست آمد. ویلیامز در پایان فصل ۷۱ امتیاز کسب کرد و رتبهٔ سوم مسابقهٔ سازندگان را به خود اختصاص داد.
در مرحلهٔ تعیین خط جایزه بزرگ بریتانیا در سیلورستون، روسبرگ مسیر ۴٫۷۱۹ کیلومتری پیست را در مدت ۱ دقیقه و ۵ ثانیه و ۵۹۱ هزارم ثانیه با سرعت متوسط ۲۵۹٫۰۰۵ کیلومتر بر ساعت طی کرد و رکورد سریع‌ترین دور تاریخ فرمول یک را شکست.
از فصل ۱۹۸۵ تا پایان ۱۹۹۳ خودروهای ویلیامز به رنگ کانن زرد، آبی و سفید رنگ‌آمیزی می‌شدند.

#### فصل ۱۹۸۶
فرانک ویلیامز در مارس ۱۹۸۶ هنگام بازگشت به فرودگاه در شهر نیس فرانسه بر اثر تصادف رانندگی فلج شد و تا نزدیک به یک سال دور از فرمول یک بود. با وجود غیبت او در کنار پیست، تیم ویلیامز توانست در پایان فصل به قهرمانی برسد. منسل در پنج مسابقه پیروز شد و نلسون پیکه که جانشین روسبرگ شده‌بود، چهار مسابقه را با پیروزی پشت سر گذاشت. در مسابقهٔ پایانی فصل در جایزه بزرگ استرالیا منسل در آستانهٔ قهرمانی بود؛ ولی چرخ عقبش ترکید و کنار رفت. پیکه نیز در رقابت با آلن پروست شکست خورد و دوم شد. به این ترتیب، در مسابقهٔ رانندگان منسل با دو امتیاز اختلاف نسبت به پروست دوم شد.

#### فصل ۱۹۸۷

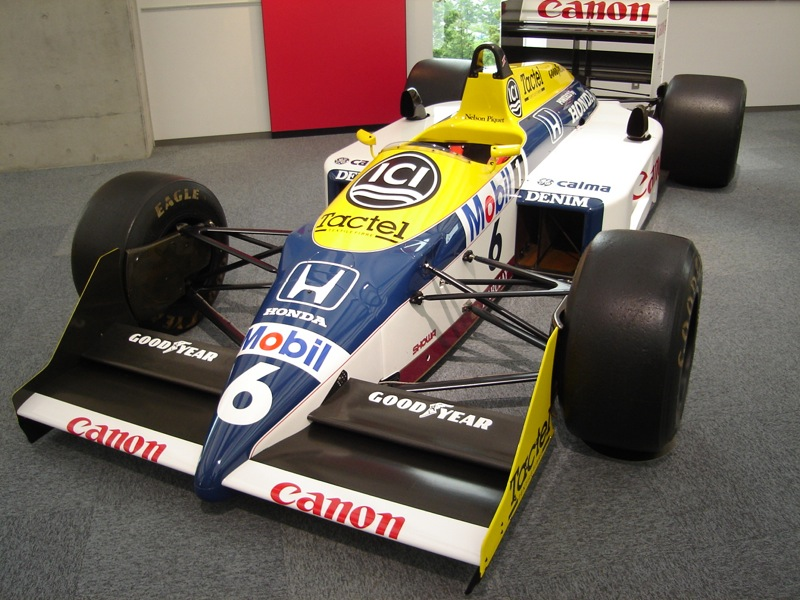
خودروی اف‌دبلیو۱۱بی نلسون پیکه که با آن قهرمان فصل ۱۹۸۷ فرمول یک شد

نلسون پیکه نخستین و تنها قهرمانی شراکت ویلیامز-هوندا در مسابقهٔ رانندگان را در فصل ۱۹۸۷ به دست آورد. پیکه سه پیروزی به دست آورد و با ۷۳ امتیاز صدرنشین شد. منسل نیز در شش جایزه بزرگ پیروز شد و با ۶۱ امتیاز بر سکوی دوم ایستاد. با وجود قهرمانی پیکه و قهرمانی ویلیامز در مسابقهٔ سازندگان هوندا به شراکت خود با ویلیامز خاتمه داد تا با شریک مک‌لارن شود و به همکاری با لوتوس ادامه دهد.

### موتور جاد (۱۹۸۸)
ویلیامز نتوانست برای فصل ۱۹۸۸ با سازندهٔ بزرگی به توافق برسد و از موتور تنفس طبیعی جاد استفاده کرد. این مسئله باعث کاهش قابل توجه عملکرد تیم در مقایسه با رقبایی شود که از موتورهای توربو استفاده می‌کردند. پیکه از ویلیامز جدا شد و به لوتوس پیوست. ریکاردو پاترسه ایتالیایی جانشین او شد. تیم در هیچ مسابقه‌ای پیروز نشد و در رتبهٔ هفتم سازندگان ایستاد. بهترین نتیجهٔ تیم، دو سکوی دومی توسط منسل بود. منسل تنها در ۲ مسابقه از ۱۴ مسابقه‌ای که شرکت کرده‌بود، به خط پایان رسید. او دو مسابقه را نیز به دلیل بیماری از دست داد و مارتین براندل و ژان-لوئی شلسه جانشین او شدند.

### موتور رنو (۱۹۸۹ تا ۱۹۹۷)
در سال ۱۹۸۹ تیم ویلیامز تأمین موتور خود را به رنو سپرد. موتورهای رنو قدرتی دوباره به رانندگان ویلیامز داد و تا سال ۱۹۹۷ که رنو از فرمول یک خارج شد، چهار قهرمانی مسابقهٔ رانندگان و پنج قهرمانی مسابقهٔ سازندگان را به دست آوردند. ترکیب موتور رنو و تجربهٔ طراحی ایدرین نیوئی منجر به سلطهٔ ویلیامز بر فرمول یک در نیمهٔ دههٔ ۱۹۹۰ شد. برخی عقیده دارند خودروهای ویلیامز اف‌دبلیو۱۴بی و اف‌دبلیو۱۵سی پیشرفته‌ترین خودروهایی هستند که در تاریخ فرمول یک رقابت کرده‌اند.

#### فصل ۱۹۸۹

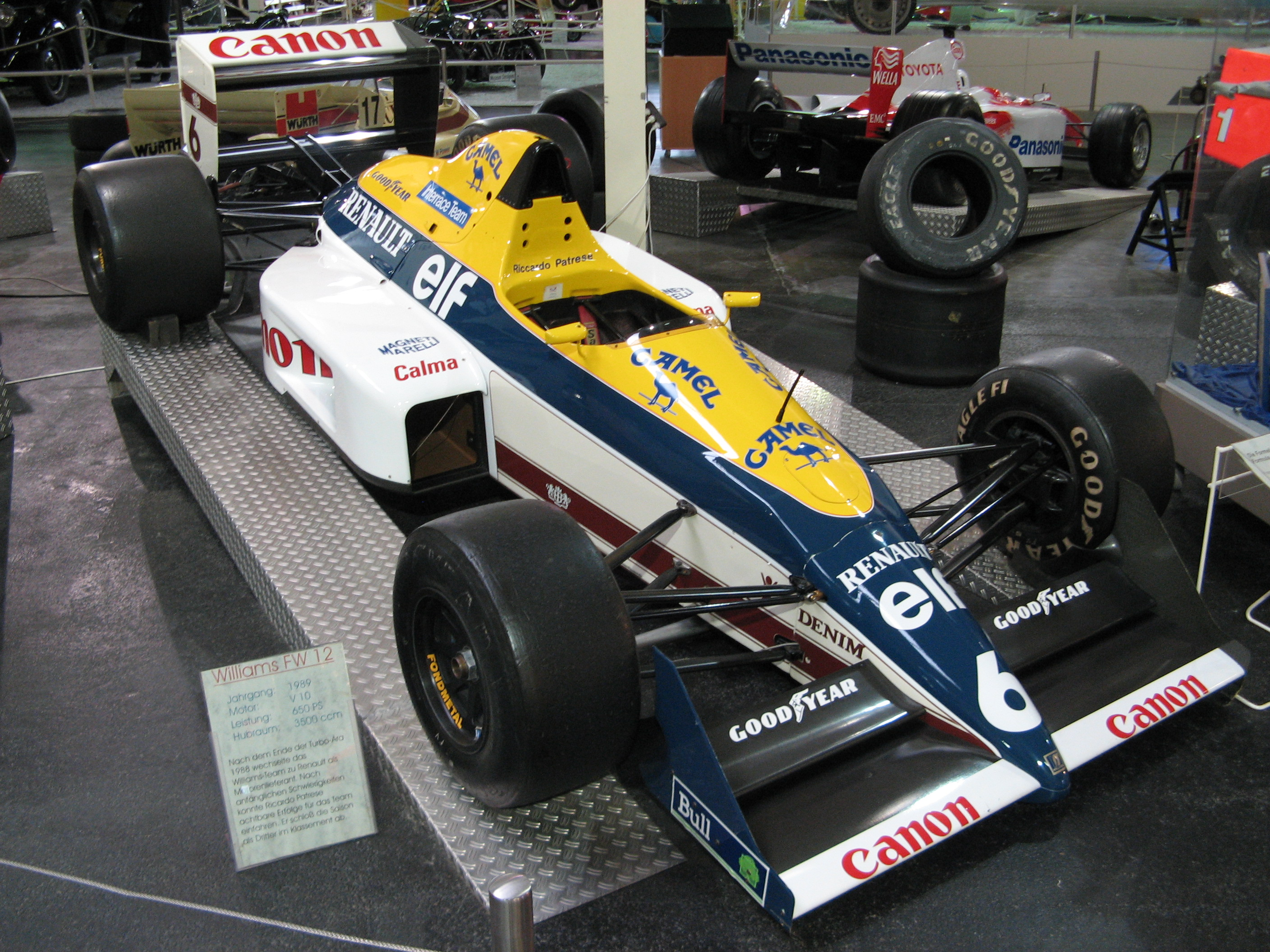
ویلیامز اف‌دبلیو۱۲سی نخستین خودروی ویلیامز با موتور رنو بود

عصر رنو در فصل ۱۹۸۹ آغاز شد. پاترسه در تیم ماند و تیری بوتسن جانشین منسل شد. در نخستین مسابقه در جایزه بزرگ برزیل، هر دو راننده به دلیل خرابی خودرو انصراف دادند. در مسابقهٔ چهارم در جایزه بزرگ مکزیک، نخستین سکوی تیم با موتور رنو توسط پاترسه کسب شد. تا پایان فصل، بوتسن در دو مسابقه پیروز شد. در جایزه بزرگ کانادا ویلیامز توانست سکوی اول و دوم را به دست آورد. ویلیامز در مسابقهٔ سازندگان دوم شد و پاترسه بر سکوی سوم مسابقهٔ رانندگان ایستاد. با پیروزی بوتسن در آخرین مسابقهٔ فصل در استرالیا ویلیامز به رکورد منحصر به فرد پیروزی در نخستین و آخرین مسابقهٔ دههٔ ۱۹۸۰ دست یافت.

#### فصل ۱۹۹۰
در فصل ۱۹۹۰ ویلیامز دو رانندهٔ خود را نگه داشت. بوتسن و پاترسه هر کدام یک پیروزی کسب کردند و ویلیامز فصل را با رتبهٔ چهارم به پایان رساند. در مسابقهٔ رانندگان نیز بوتسن ششم و پاترسه هفتم شدند.

#### فصل ۱۹۹۱

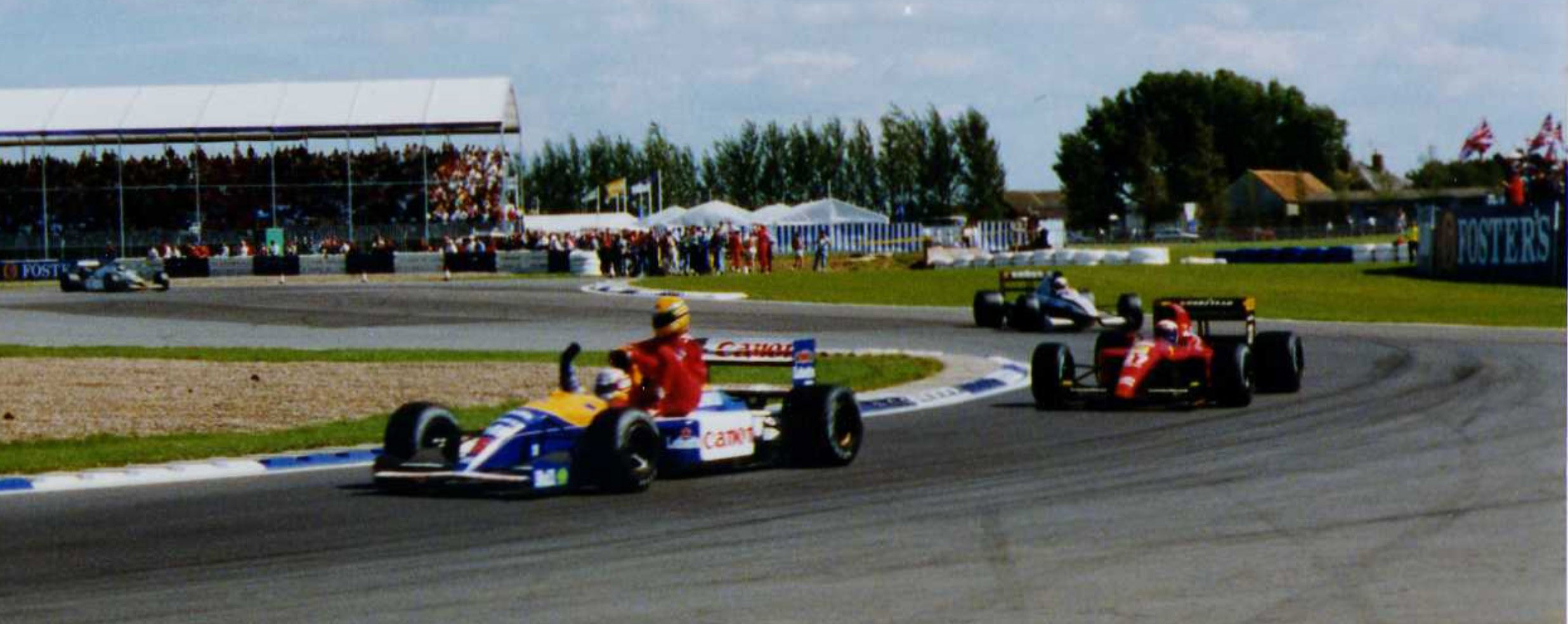
نایجل منسل در جایزه بزرگ بریتانیای ۱۹۹۱ جلوتر از آیرتون سنا

در آغاز فصل ۱۹۹۱ بوتسن از ویلیامز جدا شد و نایجل منسل دوباره به تیم پیوست. ویلیامز با دیمون هیل نیز به عنوان رانندهٔ آزمایشی قرارداد بست. در نخستین مسابقهٔ فصل در فونیکس، هر دو رانندهٔ تیم به دلیل مشکل گیربکس کناره‌گیری کردند. در مسابقهٔ بعد، پاترسه پس از آیرتون سنا بر سکوی دوم ایستاد. پاترسه نخستین پیروزی فصل تیم را در مسابقهٔ ششم در مکزیک کسب کرد. سه مسابقهٔ بعدی با قهرمانی منسل به پایان رسید. تا پایان فصل، سه پیروزی دیگر برای تیم به دست آمد و ویلیامز پس از مک‌لارن رتبهٔ دوم رده‌بندی سازندگان را کسب کرد. در چهار جایزه بزرگ مکزیک، آلمان، مجارستان و اسپانیا هر دو رانندهٔ ویلیامز روی سکو قرار گرفتند. در پایان، منسل و پاترسه در مسابقهٔ رانندگان به ترتیب دوم و سوم شدند.

#### فصل ۱۹۹۲

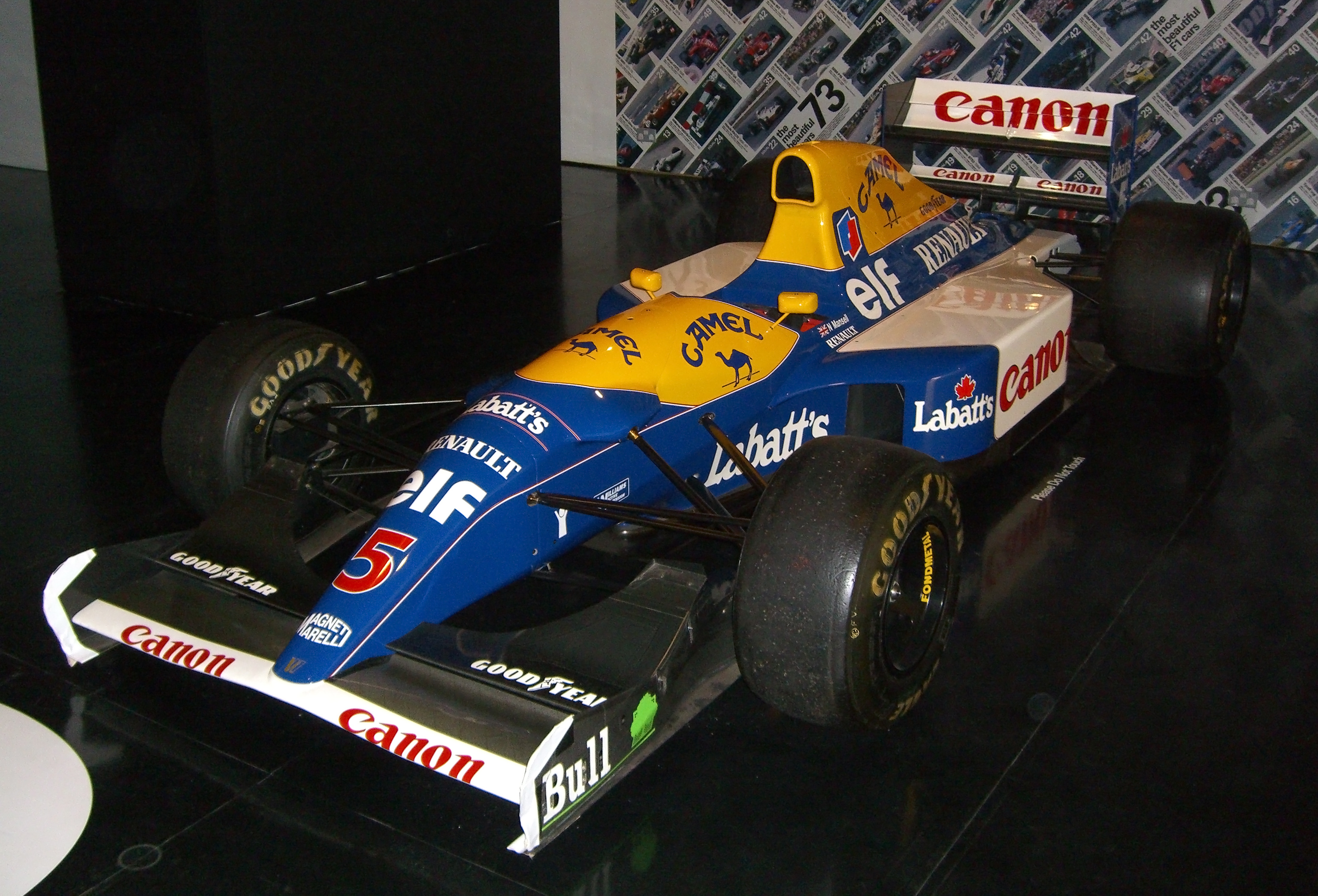
خودروی اف‌دبلیو۱۴بی نایجل منسل در فصل ۱۹۹۲ که با قهرمانی او و تیمش همراه بود

ترکیب تیم برای فصل ۱۹۹۲ ثابت ماند. پنج مسابقهٔ نخست فصل، با پیروزی نایجل منسل به پایان رسید که در چهار مسابقه آن، پاترسه دوم شد. این عملکرد او رکورد تازه‌ای در فرمول یک بود. منسل در چهار مسابقهٔ دیگر نیز پیروز شد و با کسب ۹ پیروزی در ۱۶ مسابقه، قهرمانی رده‌بندی رانندگان را با ۱۰۸ امتیاز کسب کرد. همچنین رکورد بیشترین پیروزی در یک فصل را به خود اختصاص داد. پاترسه نیز تنها یک پیروزی به دست آورد؛ ولی با ۵۶ امتیاز پس از منسل در رتبهٔ دوم رده‌بندی نهایی ایستاد. به این ترتیب، تیم ویلیامز با اقتدار قهرمان مسابقهٔ سازندگان شد.
با این که منسل قهرمان شد و ۹ پیروزی به دست آورد، جایگاهش برای فصل بعد تضمین‌شده نبود و تیم ویلیامز به دنبال جذب آلن پروست یا آیرتون سنا بود. موقعیت پاترسه نیز محکم نبود و برای فصل بعد به تیم بنتون پیوست. آلن پروست به تیم ملحق شد و منسل که هنگام هم‌تیمی بودن با پروست در فراری رابطهٔ خوبی با او نداشت، از تیم جدا شد و به مسابقات اتومبیل‌رانی کارت رفت. از سوی دیگر، پروست که رقابت شدیدی با آیرتون سنا داشت، تمایلی به هم‌تیمی شدن با او نداشت و در قراردادش شرطی گذاشت که از پیوستن سنا به تیم ویلیامز جلوگیری کند. دیمون هیل ارتقا یافت و به عنوان رانندهٔ اصلی تیم، جانشین پاترسه شد.

#### فصل ۱۹۹۳
ویلیامز اف‌دبلیو۱۵سی خودرویی بسیار قدرتمند بود و سامانه‌های تعلیق فعال و کنترل چسبندگی آن بسیار فراتر از دسترس سایر تیم‌ها بود. پروست در نخستین مسابقهٔ خود برای ویلیامز در جایزه بزرگ آفریقای جنوبی به پیروزی رسید. در مسابقهٔ دوم، پروست تصادف کرد؛ ولی هیل دوم شد. در مسابقهٔ سوم، هیل و پروست پس از سنا در سکوهای دوم و سوم قرار گرفتند. از هفت مسابقهٔ بعدی، شش مسابقه با پیروزی پروست خاتمه یافت. سپس در سه مسابقهٔ پیاپی، هیل برنده شد. در سه مسابقهٔ پایانی فصل، هیچ پیروزی نصیب ویلیامز نشد؛ ولی پروست سه بار بر سکوی دوم ایستاد و در پایان فصل، قهرمانی مسابقهٔ رانندگان را کسب کرد. سنا با دو پیروزی آخر فصل خود، جای هیل را در رتبهٔ دوم گرفت و هیل با چهار امتیاز کمتر از سنا سوم شد. در مسابقهٔ سازندگان نیز ویلیامز با امتیاز دو برابر تیم دوم، قهرمان شد. فصل ۱۹۹۳ آخرین فصلی بود که کانن حامی اصلی ویلیامز بود.

#### فصل ۱۹۹۴

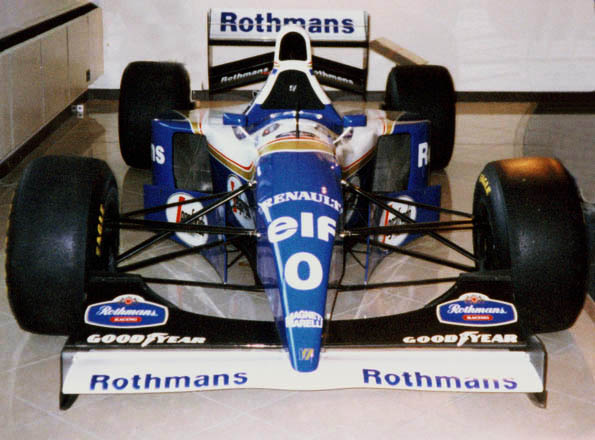
خودروی ویلیامز اف‌دبلیو۱۶بی که در نیمهٔ دوم فصل ۱۹۹۴ مورد استفاده قرار گرفت

در فصل ۱۹۹۴ ویلیامز از خودروهای اف‌دبلیو۱۶ و اف‌دبلیو۱۶بی (تطبیق یافته با تغییر قوانین در میانهٔ فصل) استفاده کرد. پس از جدایی کانن، تیم با شرکت راتمنز اینترنشنال قرارداری امضا کرد که تا سال ۱۹۹۷ حامی مالی اصلی تیم باشد.
با بازنشسته شدن پروست در پایان فصل ۱۹۹۳، ویلیامز با آیرتون سنا قرارداد بست. تیم در دو فصل گذشته قهرمان شده‌بود و خودروهای قدرتمندی در اختیار داشت؛ بنابراین سنا پیش از آغاز فصل بخت قهرمانی محسوب می‌شد. قرار بود دیمون هیل نیز رانندهٔ دوم باشد.
تمرینات پیش‌فصل نشان داد که خودروی اف‌دبلیو۱۶ سرعت خوبی دارد؛ ولی راندن آن سخت است. فدراسیون بین‌المللی اتومبیل‌رانی کمک‌های الکترونیکی مانند تعلیق فعال، کنترل چسبندگی و ترمز ضد قفل را تحریم کرد تا ورزش را «انسانی‌تر» کند. بدنهٔ ویلیامز در سال‌های گذشته حول این پیشرفت‌های فناورانه ساخته شده‌بود و با حذف آن‌ها در سال ۱۹۹۴، خودروی ویلیامز به خوبی قابل راندن نبود. سنا چند بار دربارهٔ تناقضاتی که باید برطرف می‌شد، تذکر داده‌بود. روشن بود که پس از تحریم تعلیق فعال و کنترل چسبندگی، خودروی اف‌دبلیو۱۶ توانایی‌های خودروهای پیشین تیم را نداشت. شگفتی پیش‌فصل خودروی بنتون-فورد بود که علی‌رغم قدرت کمتر نسبت به ویلیامز، چابک‌تر از آن بود.
چهار مسابقهٔ نخست فصل با پیروزی میشائیل شوماخر از تیم بنتون-فورد به پایان رسید. در سه مسابقهٔ نخست، سنا از خط یک آغاز کرد؛ ولی هیچ‌کدام را به پایان نرساند. در جایزه بزرگ سان مارینو که سومین مسابقهٔ فصل بود و در پیست ایمولا برگزار می‌شد، سنا تصادف کرد و کشته شد. دادستان‌های ایتالیایی به اتهام قتل از تیم و فرانک ویلیامز شکایت کردند و پرونده تا سال ۲۰۰۵ در جریان بود. در مسابقهٔ بعدی تنها دیمون هیل در خط شروع قرار گرفت و در همان دور نخست، کناره‌گیری کرد.
در مسابقهٔ بعدی در اسپانیا دیوید کولتارد رانندهٔ آزمایشی ویلیامز، هم‌تیمی هیل شد. در همین مسابقه، هیل نخستین پیروزی فصل را برای ویلیامز کسب کرد. در فرانسه، نایجل منسل جانشین کولتارد شد. پس از اخراج و محروم شدن شوماخر به دلیل زیر پا گذاشتن قوانین در جایزه بزرگ بلژیک، هیل در سه مسابقه پیروز شد و به یک امتیازی شوماخر رسید.
در حالی که سه مسابقه تا پایان فصل مانده بود، منسل از مسابقات کارت بازگشت و جانشین کولتارد شد. منسل برای هر مسابقه تقریباً ۹۰۰ هزار پوند دریافت می‌کرد؛ در حالی که دستمزد هیل در کل فصل ۳۰۰ هزار پوند بود. با این وجود، هیل رانندهٔ اصلی تیم ماند.
در جایزه بزرگ اروپا شوماخر جلوتر از هیل اول شد. در جایزه بزرگ ژاپن هیل پیروز شد و شوماخر دوم شد. به این ترتیب، پیش از مسابقهٔ آخر در آدلاید، شوماخر یک امتیاز جلوتر از هیل بود. در میانهٔ مسابقه، شوماخر کنترل خودروی خود را از دست داد و به دیوار کنار پیست برخورد کرد. پس از بازگشت به پیست، هیل تلاش کرد در پیچ بعدی از او سبقت بگیرد. شوماخر به داخل پیچ متمایل شد و با هیل برخورد کرد. هر دو راننده از ادامهٔ مسابقه بازماندند و شوماخر قهرمان فصل ۱۹۹۴ شد. برخی از جمله پاتریک هد اعتقاد داشتند شوماخر عمداً به هیل برخورد کرده‌است تا او را از مسابقه خارج کند. نایجل منسل آخرین پیروزی حرفه‌ای خود را در این مسابقه به دست آورد. در پایان فصل، ویلیامز برای سومین سال پیاپی قهرمان مسابقهٔ سازندگان شد.

#### فصل ۱۹۹۵

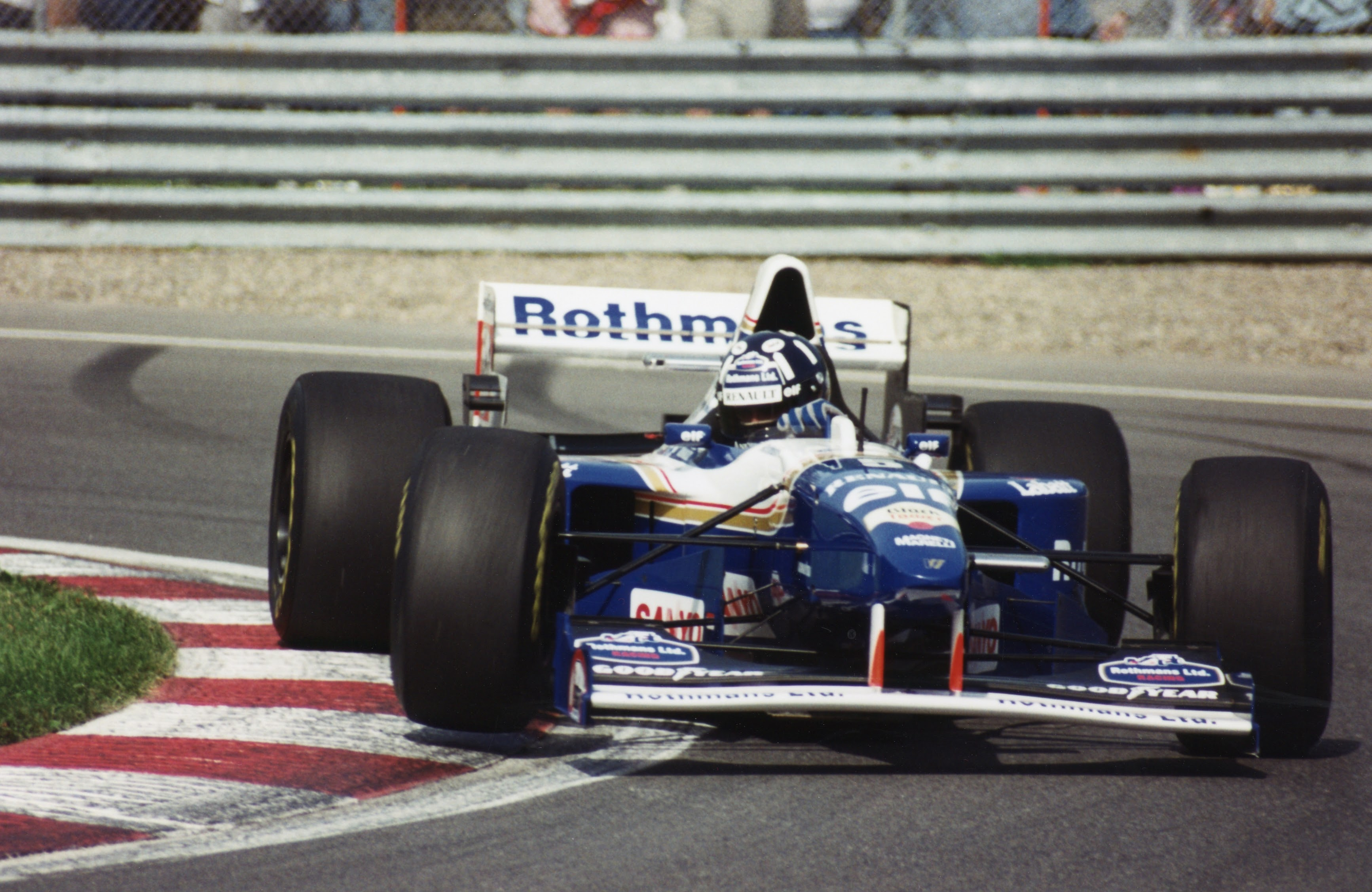
دیمون هیل با خودروی اف‌دبلیو۱۷ در جایزه بزرگ کانادای ۱۹۹۵

در فصل ۱۹۹۵ کولتارد در تیم و در کنار هیل ماند. در مسابقهٔ نخست فصل، شوماخر و کولتارد اول و دوم شدند؛ ولی پس از مسابقه به دلیل استفاده از نوعی سوخت الف که قبلاً نمونهٔ آن برای فدراسیون بین‌المللی فرستاده نشده‌بود، رد صلاحیت شدند. البته پس از فرجام‌خواهی رتبهٔ هر دو بازگردانده شد؛ ولی امتیازات تیم‌های ویلیامز و بنتون برگردانده نشد. هیل در چهار مسابقه پیروز شد که آخرین آن، جایزه بزرگ استرالیا بود. در این مسابقه، هیل دو دور جلوتر از سایر رانندگان از خط پایان گذشت و یکی از مقتدرانه‌ترین پیروزی‌های تاریخ فرمول یک را به دست آورد. تنها پیروزی کولتارد نیز در پرتغال کسب شد.
بنتون که در این فصل از موتور رنو استفاده می‌کرد، توانست روند قهرمانی‌های پیاپی ویلیامز را متوقف کند. در مسابقهٔ سازندگان، ویلیامز پس از بنتون در رتبهٔ دوم قرار گرفت. در مسابقهٔ رانندگان نیز هیل پس از شوماخر دوم شد.

#### فصل ۱۹۹۶

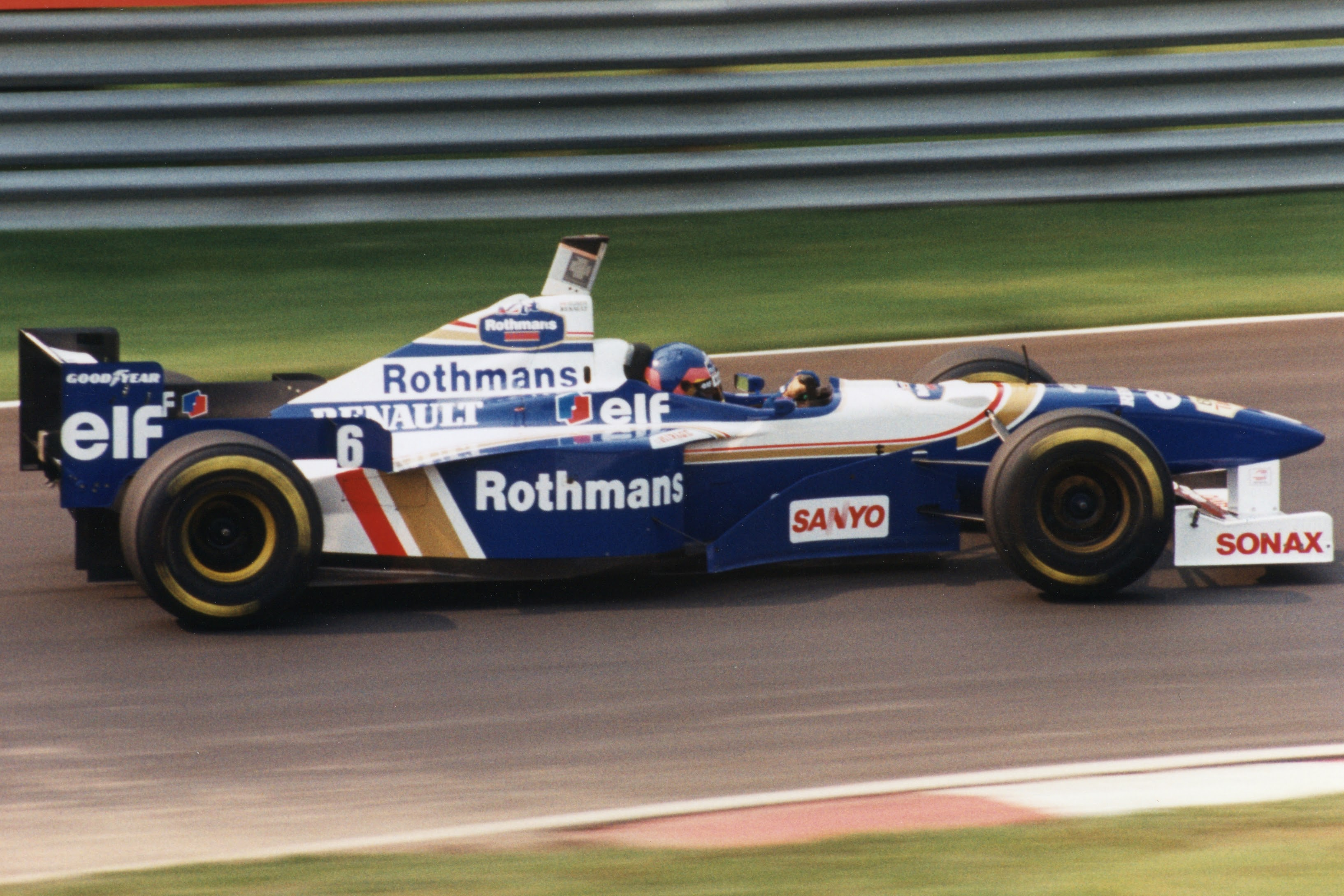
ژاک ویلنوو با خودروی اف‌دبلیو۱۸ در جایزه بزرگ کانادای ۱۹۹۶

در فصل ۱۹۹۶ ویلیامز سریع‌ترین و اعتمادپذیرترین خودرو یعنی اف‌دبلیو۱۸ را در اختیار داشت. کولتارد از تیم جدا شد و ژاک ویلنوو که در سال ۱۹۹۵ قهرمان کارت شده‌بود، جانشین او شد. پنج مسابقهٔ نخست فصل با پیروزی ویلیامز به پایان رسید. پس از کناره‌گیری دو خودروی تیم در جایزه بزرگ موناکو و کناره‌گیری هیل در جایزه بزرگ اسپانیا دو مسابقهٔ بعدی با کسب سکوی اول و دوم برای ویلیامز همراه بود. از مجموع ۱۶ جایزه بزرگ فصل ۱۹۹۶ دوازده مسابقه با پیروزی ویلیامز خاتمه یافت که سهم هیل هشت پیروزی و سهم ویلنوو چهار پیروزی بود. در شش مسابقه، رانندگان ویلیامز رتبه‌های ۱ و ۲ را به دست آوردند.
اقتدار ویلیامز در این فصل به اندازه‌ای بود که چند مسابقه پیش از پایان فصل، از نظر ریاضی تنها رانندگان این تیم بخت قهرمانی داشتند و قهرمانی تیم در مسابقهٔ سازندگان قطعی بود. در همان زمان، فرانک ویلیامز اعلام کرد که قرارداد هیل را علی‌رغم قهرمانیش تمدید نخواهد کرد. ایدرین نیوئی تمایل داشت مدیر فنی تیم باشد؛ ولی با وجود پاتریک هد که مؤسس و سهامدار تیم بود، چنین درخواستی اجرایی نبود. بنابراین نیویی از تیم جدا شد تا به مک‌لارن بپیوندد.

#### فصل ۱۹۹۷
فصل ۱۹۹۷ آخرین فصل همکاری ویلیامز و رنو بود و آخرین فصلی بود که از خودروی طراحی شده توسط نیوئی استفاده می‌شد. هاینتس-هارالد فرنتسن آلمانی که در چند فصل حضورش در فرمول یک تأثیر خوبی بر ویلیامز گذاشته بود، به تیم افزوده شد. البته عملکرد او ناامیدکننده بود و در دو فصل حضورش در ویلیامز تنها یک پیروزی به دست آورد. در این فصل، ویلنوو هفت پیروزی به دست آورد و قهرمان مسابقهٔ رانندگان شد. صدمین پیروزی تاریخ ویلیامز نیز در جایزه بزرگ بریتانیا کسب شد. تا پیش از مسابقهٔ پایانی در خرز، شوماخر یک امتیاز جلوتر از ویلنوو بود. در دور ۴۸ این مسابقه، شوماخر و ویلنوو با هم برخورد کردند و شوماخر به دلیل آنچه که تصادف قابل جلوگیری خوانده شد، رد صلاحیت شد و رتبهٔ دوم خود در مسابقهٔ رانندگان را از دست داد. بنابراین فرنتسن جانشین شوماخر در سکوی دوم فصل شد.

### موتور مکاکروم (۱۹۹۸)
پس از فصل ۱۹۹۷ با خاتمهٔ همکاری تمام‌وقت رنو با فرمول یک و جدایی ایدرین نیوئی، تیم ویلیامز هرگز نتوانست قدرت پیشین خود در فرمول یک را بازیابد. در این فصل ویلیامز از موتور مکاکروم استفاده کرد که همان موتور قدیمی بازتولید شدهٔ رنو بود. بنابراین خودروی اف‌دبلیو۲۰ هم از نظر آیرودینامیکی و هم از نظر موتور مشابه خودروی سال گذشته بود و برخی عقیده داشتند همان خودروست که بر پایهٔ قوانین ۱۹۹۸ اصلاح شده‌است. شرکت راتمنز تصمیم گرفت برند وینفیلد خود را تبلیغ کند و نام تیم را به وینفیلد ویلیامز تغییر داد. ازاین‌رو رنگ‌آمیزی بدنه از آبی و سفید به قرمز تغییر یافت. ویلیامز هر دو رانندهٔ فصل گذشته‌اش را نگه داشت؛ ولی توفیقی به دست نیاورد. بهترین نتیجهٔ ویلیامز در فصل ۱۹۹۸ دو رتبهٔ سومی ویلنوو در آلمان و مجارستان و رتبهٔ سومی فرنتسن در استرالیا بود. در پایان فصل، ویلیامز در رتبهٔ سوم سازندگان ایستاد. ویلنوو و فرنتسن نیز در مسابقهٔ رانندگان پنجم و هفتم شدند.

### موتور سوپرتک (۱۹۹۹)
در فصل ۱۹۹۹ ویلیامز از موتور سوپرتک که نسخهٔ بازسازی شده موتور مکاکروم-رنو بود، استفاده کرد. رالف شوماخر جانشین هم‌وطن خود فرنتسن شد. الکس زاناردی ایتالیایی که قهرمان دو دورهٔ گذشتهٔ کارت شده‌بود نیز به جای ویلنوو به تیم پیوست. رالف شوماخر در سه مسابقه روی سکو ایستاد و در پایان فصل، ششم شد. زاناردی نیز هیچ امتیازی به دست نیاورد. در مسابقهٔ سازندگان، ویلیامز رتبهٔ پنجم را کسب کرد که بدترین نتیجهٔ تیم در دههٔ ۱۹۹۰ بود.

### شراکت با بی‌ام‌و (۲۰۰۰ تا ۲۰۰۵)
در فصل ۱۹۹۸ ویلیامز قراردادی شش‌ساله با ب‌ام‌و برای تأمین موتور امضا کرد. بخشی از قرارداد، ویلیامز را ملزم به استفاده از دست‌کم یک رانندهٔ آلمانی می‌کرد. جذب رالف شوماخر در فصل ۱۹۹۹ نیز به همین منظور انجام شد. در فصل ۱۹۹۹ تیم از خودرویی با موتور بی‌ام‌و به صورت آزمایشی در پیست‌ها استفاده می‌کرد.
در دورهٔ ۲۰۰۰ تا ۲۰۰۵ تغییرات اساسی در حامیان مالی تیم رخ داد. راتمنز اینترنشنال توسط بریتیش امریکن توباکو خریداری شد و مالک جدید، تصمیم گرفت قرارداد راتمنز با ویلیامز را تمدید نکند. بی‌ام‌و حامی مالی ویلیامز شد و رنگ خودروهای تیم به آبی و سفید تغییر یافت. حامی مالی دوم تیم، کامپک بود و با مالکیت کامپک، تیم از جایزه بزرگ بریتانیای ۲۰۰۲ از حمایت مالی هیولت پاکارد (اچ‌پی) نیز برخوردار شد. پس از انتقاداتی که به قرارگیری لوگوی اچ‌پی روی بال عقب ابراز شد، از فصل ۲۰۰۳ این لوگو با خط برچسب اچ‌پی جایگزین شد.
با تصویر پاک جدیدی که از ویلیامز ارائه شد، تیم می‌توانست برند ضد تمایل به سیگار به نام نیکیتین و برند ماءالشعیر بادویزر محصول انهایزر-بوش و پارک تفریحی سی ورلد را تبلیغ کند.

#### فصل ۲۰۰۰
ویلیامز تمایل داشت برای فصل ۲۰۰۰ خوان پابلو مونتویای کلمبیایی را به جای زاناردی به خدمت گیرد؛ ولی یک سال از قرارداد مونتویا با تیم چیپ گاناسی مانده‌بود. بنابراین جنسون باتن بریتانیایی هم‌تیمی رالف شوماخر شد. فصل نخست شراکت ویلیامز و بی‌ام‌و با هیچ پیروزی همراه نبود. تنها سه سکو توسط شوماخر به دست آمد و در پایان فصل، ویلیامز در رتبهٔ سوم سازندگان قرار گرفت.

#### فصل ۲۰۰۱
در فصل ۲۰۰۱ باتن به بنتون-رنو پیوست و مونتویا به تیم افزوده شد. خودروی اف‌دبلیو۲۳ در چهار مسابقه پیروز شد. شوماخر سه پیروزی و مونتویا یک پیروزی به دست آوردند. در چند مسابقه، اف‌دبلیو۲۳ نشان داد که از خودروهای فراری و مک‌لارن سریع‌تر است. ولی فصل ۲۰۰۱ با رتبهٔ سوم برای ویلیامز به پایان رسید.

#### فصل ۲۰۰۲
ترکیب تیم ویلیامز برای فصل ۲۰۰۲ حفظ شد. این فصل کاملاً تحت سلطهٔ رانندگان فراری یعنی میشائیل شوماخر و روبنس باریکلو بود. شوماخر در همهٔ ۱۷ مسابقه روی سکو رفت و برندهٔ ۱۱ مسابقه شد. تنها پیروزی ویلیامز در مسابقهٔ دوم فصل در جایزه بزرگ مالزی توسط رالف شوماخر به دست آمد. در پایان فصل، مونتویا با وجود این که هیچ پیروزی به دست نیاورد، در رتبهٔ سوم مسابقهٔ رانندگان ایستاد. رالف شوماخر نیز چهارم شد. در مسابقهٔ سازندگان نیز ویلیامز پس از فراری در رتبهٔ دوم قرار گرفت.
در مرحلهٔ تعیین خط جایزه بزرگ ایتالیا در پیست مونزا، مونتویا با خودروی ویلیامز اف‌دبلیو۲۴ مسیر ۵٫۷۹۳ کیلومتری پیست را در مدت ۱ دقیقه و ۲۰ ثانیه و ۲۶۴ صدم ثانیه با میانگین سرعت ۲۵۹٫۸۲۷ کیلومتر بر ساعت طی کرد و رکورد سریع‌ترین دور را که به میزان ۲۵۹٫۰۰۵ کیلومتر در ساعت توسط ککه روسبرگ با خودروی ویلیامز اف‌دبلیو۱۰ در پیست سیلورستون در جایزه بزرگ بریتانیای ۱۹۸۵ ثبت شده‌بود، شکست.

#### فصل ۲۰۰۳
فصل ۲۰۰۳ موفق‌ترین سال شراکت ویلیامز و بی‌ام‌و بود. فرانک ویلیامز اطمینان داشت خودروی اف‌دبلیو۲۵ می‌تواند برای قهرمانی رقابت کند. تیم در چهار مسابقه پیروز شد که سهم هر راننده، دو پیروزی بود. مونتویا تا آخرین مسابقه بخت قهرمانی داشت و در نهایت، با ۱۱ امتیاز اختلاف نسبت به میشائیل شوماخر سوم شد. ویلیامز نیز با برتری دو امتیازی نسبت به مک‌لارن، رتبهٔ دوم سازندگان را به دست آورد.

#### فصل ۲۰۰۴
در آغاز فصل ۲۰۰۴ خبر انتقال مونتویا به مک‌لارن در فصل ۲۰۰۵ اعلام شد. تیم با خودرویی با دماغهٔ مخروطی که به نام «دماغهٔ گراز دریایی» مشهور شده‌بود، آغاز کرد. پس از این که غیر رقابتی بودن این طراحی مشخص شد، در نیمهٔ دوم سال از طراحی رایج‌تری استفاده شد. فراری برای سومین سال پیاپی اقتدار خود را نشان داد و در ۱۵ مسابقه از ۱۸ رقابت، پیروز شد. ویلیامز یک پیروزی توسط مونتویا در آخرین مسابقه یعنی جایزه بزرگ برزیل به دست آورد که آخرین پیروزی ویلیامز تا جایزه بزرگ اسپانیای ۲۰۱۲ بود. اتفاق دیگری که در این فصل افتاد، رد صلاحیت خودروهای ویلیامز و تویوتا در جایزه بزرگ کانادا بود. این خودروها از ترمزهای غیرمجاز استفاده کرده‌بودند. ویلیامز فصل را با رتبهٔ چهارم به پایان رساند و شش سکو به دست آورد.

#### فصل ۲۰۰۵
در فصل ۲۰۰۵ شوماخر و مونتویا از تیم جدا شدند و مارک وبر استرالیایی و نیک هایدفلد آلمانی جای آن‌ها را پر کردند. جنسون باتن قرار بود در سال ۲۰۰۵ برای ویلیامز رانندگی کند، ولی به دلیل قوانین فدراسیون بین‌المللی وادار شد در تیم فعلی خود بماند. آنتونیو پیتزونیا رانندهٔ آزمایشی تیم در این فصل بود. باتن نیز قراردادی برای پیوستن به ویلیامز در فصل ۲۰۰۶ امضا کرد.
در طول فصل‌های ۲۰۰۴ و ۲۰۰۵ ماریو تیسن مدیر اجرایی بی‌ام‌و علناً از ناتوانی تیم ویلیامز در ساخت بسته‌ای که بتواند در مسابقهٔ سازندگان رقابت کند یا چند پیروزی در فصل به دست آورد، انتقاد می‌کرد. از سوی دیگر، ویلیامز به بی‌ام‌و اعتراض می‌کرد که موتور خوبی برای تیم تولید نمی‌کند. تلاش ناموفق ویلیامز برای جذب باتن نیز به تیسن ارتباط داده می‌شد. با وجود تصمیم غیرمعمول فرانک ویلیامز که تسلیم خواسته‌های مالی شد و به جای آنتونیو پیتزونیا، نیک هایدفلد را استخدام کرد، اختلاف ویلیامز و بی‌ام‌و در طول فصل ۲۰۰۵ ادامه یافت. با این که طبق قرارداد با ویلیامز، بی‌ام‌و باید موتور تیم را تا سال ۲۰۰۹ تأمین می‌کرد، تخریب علنی رابطهٔ ویلیامز و بی‌ام‌و عاملی برای تصمیم بی‌ام‌و در خرید ساوبر و تغییر عنوان آن تیم شد.

### موتور کازوورث (۲۰۰۶)
ویلیامز می‌توانست در فصل ۲۰۰۶ نیز با موتور بی‌ام‌و رقابت کند؛ ولی تصمیم گرفت برای این فصل از موتور وی۸ کازوورث استفاده کند. در فصل ۲۰۰۶ نیکو رزبرگ آلمانی جانشین هایدفلد شد و مارک وبر در تیم ماند. جنسون باتن نیز تصمیم گرفت در تیم خود بماند و مبلغ ۲۴ میلیون پوند برای فسخ قرارداد باتن به ویلیامز پرداخت شد.
هر دو رانندهٔ تیم در مسابقهٔ اول فصل در جایزه بزرگ بحرین، امتیاز گرفتند و نیکو رزبرگ سریع‌ترین دور را ثبت کرد. ولی ادامهٔ فصل برای ویلیامز ناامیدکننده بود. رزبرگ تنها نیمی از مسابقات را به پایان رساند و وبر در ۱۱ مسابقه از ۱۸ مسابقه از خط پایان نگذشت. تیم هیچ سکویی به دست نیاورد که از سال ۱۹۷۷ سابقه نداشت. در پایان فصل نیز با تنها ۱۱ امتیاز در رتبهٔ هشتم سازندگان قرار گرفت.

### موتور تویوتا (۲۰۰۷ تا ۲۰۰۹)
تویوتا به عنوان تأمین‌کننده موتور تیم برای فصل ۲۰۰۷ معرفی شد. الکساندر وورتس که در سال ۲۰۰۶ رانندهٔ آزمایشی ویلیامز بود، جانشین مارک وبر شد. هم‌چنین ای‌تی اند تی حامی مالی عنوان تیم شد. در ۲ فوریه از خودروی اف‌دبلیو۲۹ رونمایی شد. مدتی بعد نیز قرارداد ویلیامز با لنوو برای تأمین ابررایانهٔ تیم منعقد شد.
رزبرگ و وورتس فصل بهتری را برای ویلیامز رقم زدند و در جایزه بزرگ کانادا، وورتس نخستین سکوی ویلیامز را پس از جایزه بزرگ اروپای ۲۰۰۵ کسب کرد. رزبرگ در طول فصل ۲۰ امتیاز به دست آورد و در رتبهٔ نهم مسابقهٔ رانندگان جای گرفت. پس از اعلام بازنشستگی وورتس، ناکاجیما که رانندهٔ آزمایشی تیم بود، در مسابقهٔ آخر در برزیل شرکت کرد. ویلیامز در رتبهٔ چهارم مسابقهٔ سازندگان قرار گرفت.
نیکو رزبرگ و کازوکی ناکاجیما رانندگان تیم در فصل ۲۰۰۸ معرفی شدند. طی مراحل آزمایشی زمستان، ویلیامز سی‌امین سال تأسیس خود را جشن گرفت. فصل ۲۰۰۸ با موفقیت‌ها و ناکامی‌هایی برای ویلیامز همراه بود. رزبرگ دو سکو در اتریش و سنگاپور به دست آورد؛ ولی تیم در پیست‌هایی با پیچ‌های سرعت بالا مشکل داشت و فصل را با رتبهٔ هشتم به پایان رساند. رزبرگ اعلام کرد در صورتی که تیم در آیندهٔ نزدیک رقابتی‌تر نباشد، به دنبال راندن در تیم دیگری خواهد بود.
فرانک ویلیامز اعتراف کرد از جدا شدن از بی‌ام‌و متأسف است. شایعاتی پیرامون آیندهٔ تویوتا در فرمول یک رواج یافت که دلیل آن، کسب تنها یک سکوی دومی توسط موتور تویوتا برای تیمی با بودجهٔ زیاد بود. در دسامبر ۲۰۰۸ و پس از اعلام کناره‌گیری هوندا از فرمول یک، ویلیامز اعلام کرد در مسابقات خواهد ماند.
در فصل ۲۰۰۹ هر دو راننده در تیم ماندند؛ ولی هیچ سکویی به دست نیاوردند. ناکاجیما فصل را بدون امتیاز به پایان رساند و رزبرگ هفتم شد. پیش از جایزه بزرگ برزیل، ویلیامز اعلام کرد به شراکت سه سالهٔ خود با تویوتا خاتمه می‌دهد و به دنبال تأمین کنندهٔ جدیدی برای موتور خود در فصل ۲۰۱۰ خواهد بود.

### بازگشت به موتور کازوورث (۲۰۱۰ و ۲۰۱۱)
پس از فسخ قرارداد تویوتا، ویلیامز اعلام کرد از فصل ۲۰۱۰ وارد شراکتی بلندمدت با کازوورث می‌شود و از نسخهٔ به‌روز شدهٔ موتور وی۸ که در فصل ۲۰۰۶ استفاده کرده بود، بهره خواهد گرفت. روبنس باریکلو و نیکو هالکنبرگ به تیم پیوستند و والتری بوتاس جانشین هالکنبرگ به عنوان رانندهٔ آزمایشی تیم شد.
در جایزه بزرگ برزیل، هالکنبرگ نخستین خط یک تیم را پس از پنج سال کسب کرد. در فصل ۲۰۱۱ پاستور مالدونادوی ونزوئلایی جانشین هالکنبرگ شد. با ترکیب باریکلو و مالدونادو نخستین بار از فصل ۱۹۸۱ بود که ویلیامز هیچ رانندهٔ اروپایی در ترکیب ابتدای فصل خود نداشت. ویلیامز یکی از بدترین فصل‌های خود را تجربه کرد و بهترین نتیجه‌اش دو رتبهٔ نهمی باریکلو و یک رتبهٔ دهمی مالدونادو بود.

### بازگشت به موتور رنو (۲۰۱۲ و ۲۰۱۳)
در ۴ ژوئن ۲۰۱۱ ویلیامز اعلام کرد از فصل ۲۰۱۲ دوباره با رنو برای تأمین موتور تیم همکاری خواهد کرد. در ۱ دسامبر ۲۰۱۱ ماندن مالدونادو در تیم برای فصل بعد تأیید شد. در ژانویهٔ ۲۰۱۲ برونو سنا به عنوان رانندهٔ دوم تیم معرفی شد و دوران باریکلو در فرمول یک خاتمه یافت.
پیش از آغاز فصل ۲۰۱۲ پاتریک هد از ویلیامز جدا شد و به یکی دیگر از زیرمجموعه‌های هلدینگ جایزه بزرگ ویلیامز به نام ویلیامز هایبرید پاور پیوست. همچنین همکاری تیم با ای‌تی اند تی با توافق دوجانبه پایان یافت. در جایزه بزرگ اسپانیا، پاستور مالدونادو نخستین پیروزی خود در فرمول یک و نخستین پیروزی ویلیامز از جایزه بزرگ برزیل ۲۰۰۴ را کسب کرد. حدود ۹۰ دقیقه پس از جشن پیروزی، گاراژ تیم ویلیامز آتش گرفت و خودروی اف۳۴ برونو سنا آسیب دید. فصل با رتبهٔ هشتم برای ویلیامز به پایان رسید.
در مارس ۲۰۱۳ کلر ویلیامز (دختر فرانک ویلیامز) به عنوان معاون تیم ویلیامز منصوب شد. مالدونادو برای فصل ۲۰۱۳ در تیم ماند و والتری بوتاس به رانندهٔ اصلی تیم ارتقا یافت. ویلیامز فصل خوبی را پشت سر نگذاشت و تنها پنج امتیاز از دو رتبهٔ هشتم و دهم کسب کرد.

### موتور مرسدس (۲۰۱۴ تاکنون)
در مهٔ ۲۰۱۳ ویلیامز قراردادی بلندمدت با مرسدس برای تأمین موتور تیم امضا کرد تا مرسدس از آغاز فصل ۲۰۱۴ موتور وی۶ توربوی ۱٫۶ لیتری برای تیم فراهم کند. بوتاس در تیم ماند و فلیپه ماسا جایگزین مالدونادو شد. برند شراب مارتینی در قراردادی چندساله حامی مالی جدید تیم شد. بر پایهٔ بخشی از قرارداد، نام تیم به تیم مسابقهٔ ویلیامز مارتینی تغییر یافت. البته در بحرین، روسیه و ابوظبی به دلیل محدودیت تبلیغ الکل، تیم با نام تیم مسابقهٔ ویلیامز خوانده می‌شود.
نخستین خط یک تیم از سال ۲۰۱۲ در جایزه بزرگ اتریش ۲۰۱۴ توسط ماسا به دست آمد. در فصل ۲۰۱۴ تنها باری بود که مرسدس در مرحلهٔ تعیین خط مغلوب می‌شد. با کسب جایگاه دوم تعیین خط توسط بوتاس، برای نخستین بار از جایزه بزرگ آلمان ۲۰۰۳ بود که دو خط نخست در اختیار رانندگان ویلیامز بود. عملکرد تیم ارتقای زیادی پیدا کرد و در جایزه بزرگ ابوظبی هر دو رانندهٔ تیم روی سکو ایستادند. در پایان فصل، ویلیامز در رتبهٔ سوم مسابقهٔ سازندگان قرار گرفت. در فصل ۲۰۱۵ نیز این عملکرد تکرار شد.
در فصل ۲۰۱۶ بوتاس و ماسا رانندگان اصلی تیم ماندند. لانس استرول نیز رانندهٔ تمرینی تیم شد. در سپتامبر ۲۰۱۶ ماسا تمایل خود به بازنشستگی در پایان فصل را اعلام کرد و اشترول به عنوان جانشین او برای فصل ۲۰۱۷ در نظر گرفته شد. پس از بازنشستگی نیکو رزبرگ، بوتاس جانشین او در مرسدس شد و ماسا با قراردادی یک‌ساله به تیم بازگشت.

## نتایج در فرمول یک
| سال  | شاسی  | پیشرانه                                 | تایر | راننده       | ۱     | ۲       | ۳        | ۴        | ۵        | ۶         | ۷      | ۸       | ۹       | ۱۰       | ۱۱       | ۱۲     | ۱۳     | ۱۴      | ۱۵    | ۱۶    | ۱۷     | ۱۸     | ۱۹      | ۲۰  | ۲۱      | ۲۲     | امتیاز | ق.س. |
| ---- | ----- | --------------------------------------- | ---- | ------------ | ----- | ------- | -------- | -------- | -------- | --------- | ------ | ------- | ------- | -------- | -------- | ------ | ------ | ------- | ----- | ----- | ------ | ------ | ------- | --- | ------- | ------ | ------ | ---- |
| ۲۰۲۰ | FW43  | مرسدس ام ١١ ای کیو عملکرد ۱.۶ وی۶ توربو | P    |              | اتریش | اشتیریا | مجارستان | بریتانیا | هفتادمین | اسپانیا   | بلژیک  | ایتالیا | توسکانی | روسیه    | ایفل     | پرتغال | ایمولا | ترکیه   | بحرین | صخیر  | ابوظبی |        |         |     |         |        | ٠      | دهم  |
| ۲۰۲۰ | FW43  | مرسدس ام ١١ ای کیو عملکرد ۱.۶ وی۶ توربو | P    | جورج راسل    | ب.    | ۱۶      | ۱۸       | ۱۲       | ۱۸       | ۱۷        |        |         |         |          |          |        |        |         |       |       |        |        |         |     |         |        | ٠      | دهم  |
| ۲۰۲۰ | FW43  | مرسدس ام ١١ ای کیو عملکرد ۱.۶ وی۶ توربو | P    | نیکلاس لطیفی | ۱۱    | ۱۷      | ۱۹       | ۱۵       | ۱۹       | ۱۸        | ۱۶     | ۱۱      | ب.      | ۱۶       | ۱۴       | ۱۸     | ۱۱     | ب.      | ۱۴    | ب.    | ۱۷     |        |         |     |         |        | ٠      | دهم  |
| ۲۰۲۱ | FW43B | مرسدس ام ۱۲ ای عملکرد ۱.۶ وی۶ توربو     | P    |              | بحرین | ایمولا  | پرتغال   | اسپانیا  | موناکو   | آذربایجان | فرانسه | اشتیریا | اتریش   | بریتانیا | مجارستان | بلژیک  | هلند   | ایتالیا | روسیه | ترکیه | آمریکا | مکزیکو | سائو پ. | قطر | عربستان | ابوظبی | ۳*     | دهم* |
| ۲۰۲۱ | FW43B | مرسدس ام ۱۲ ای عملکرد ۱.۶ وی۶ توربو     | P    | جورج راسل    | ۱۴    | ب.      | ۱۶       | ۱۴       | ۱۴       | ۱۷†       | ۱۲     | ب.      | ۱۱      | ۱۲       | ۸        | ۲      | ۱۷†    | ۹       | ۱۰    | ۱۵    | ۱۴     | ۱۶     | ۱۳      | ۱۷  | ب.      | ب.     | ۳*     | دهم* |
| ۲۰۲۱ | FW43B | مرسدس ام ۱۲ ای عملکرد ۱.۶ وی۶ توربو     | P    | نیکلاس لطیفی | ۱۸†   | ب.      | ۱۸       | ۱۶       | ۱۵       | ۱۶        | ۱۸     | ۱۷      | ۱۶      | ۱۴       | ۷        | ۹      | ۱۶     | ۱۱      | ۱۹†   | ۱۷    | ۱۵     | ۱۷     | ۱۶      | ب.  | ۱۲      | ب.     | ۳*     | دهم* |

یادداشت
- * – فصل هنوز در جریان است.
- † – راننده گراند پری را به پایان نرسانده است، اما از آنجا که بیش از ۹۰٪ از مسافت مسابقه را طی کرده است، در رده‌بندی قرار گرفته است.